# Araneus badiofoliatus
Araneus badiofoliatus är en spindelart som beskrevs av Schenkel 1963. Araneus badiofoliatus ingår i släktet Araneus och familjen hjulspindlar. Inga underarter finns listade i Catalogue of Life.